# Hideyuki Nagashima
Hideyuki Nagashima (長島 偉之, Nagashima Hideyuki) est un lutteur japonais spécialiste de la lutte libre né le 27 mai 1953.

## Biographie
Hideyuki Nagashima participe aux Jeux olympiques d'été de 1984 à Los Angeles dans la catégorie des poids moyens et remporte la médaille d'argent .